# Prîhid, Novohrad-Volînskîi
Prîhid (în ucraineană Прихід) este un sat în comuna Cervona Volea din raionul Novohrad-Volînskîi, regiunea Jîtomîr, Ucraina.

## Demografie
Componența lingvistică a localității Prîhid
     Ucraineană (98,78%)
     Rusă (1,22%)
Conform recensământului din 2001, majoritatea populației localității Prîhid era vorbitoare de ucraineană (98,78%), existând în minoritate și vorbitori de rusă (1,22%).